# فرودگاه بین‌المللی طرابلس

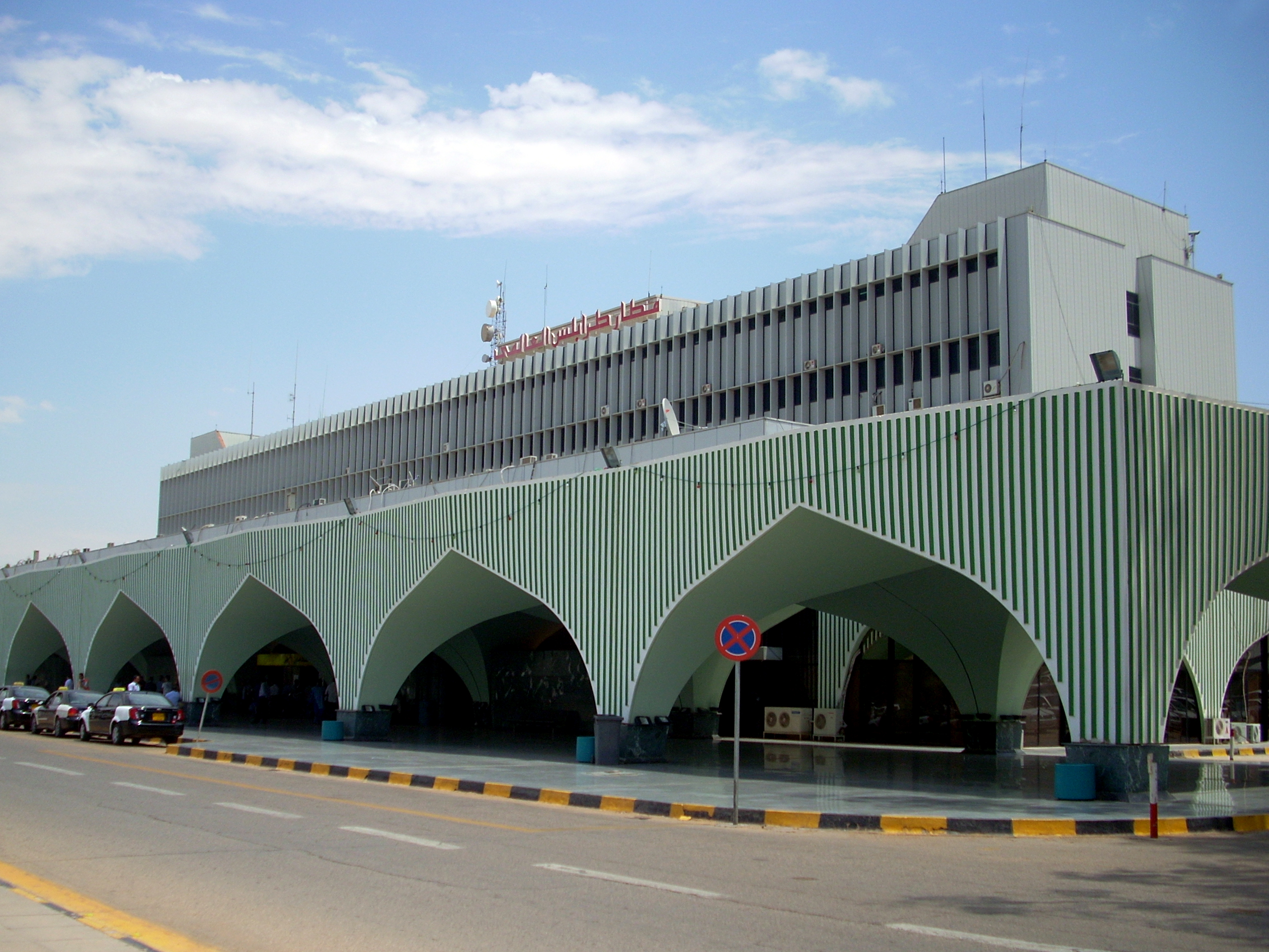
تصویری از ترمینال اصلی فرودگاه بین‌المللی طرابلس.

فرودگاه بین‌المللی طرابلس (عربی: مطار طرابلس العالمی) فرودگاهی بین‌المللی است که در شهر طرابلس، پایتخت کشور لیبی واقع شده‌است. این فرودگاه پر رفت‌وآمدترین فرودگاه بین‌المللی این کشور محسوب می‌شود. 
فرودگاه بین‌المللی طرابلس، آشیانه هواپیمایی لیبی (Libyan Airlines) و آفریقا ایرویز (Afriqiyah Airways) است. 
فرودگاه از سال 2011 به طور متناوب بسته شده است و تا اوایل سال 2018،به جای آن برای پروازهای به مقصد طرابلس از فرودگاه بین المللی میتیگا استفاده شده است. 
این فرودگاه در اصل "فرودگاه طرابلس Castel Benito" نامیده می شد و یک فرودگاه هوایی Regia Aeronautica (نیروی هوایی ایتالیایی) بود که در سال 1934 در حومه ی جنوبی طرابلس ایتالیا ساخته شد. 
در سال 1938 ایتالو بالبو، فرماندار ایتالیایی لیبی، فرودگاه هوایی نظامی را گسترش داد و فرودگاه بین المللی برای غیرنظامیان را که توسط Ala Littoria، شرکت هواپیمایی رسمی ایتالیا فعالیت می کردند، ایجاد کرد: Aeroporto di Tripoli-Castel Benito. اولین پروازهای بین المللی به رم، تونس و مالت بود. در سال 1939، یک پرواز از رم به اتیوپی و سومالی، یکی از اولین پروازهای بین قاره ای در تاریخ جهان بود.

## توسعه فرودگاه
شرکت برزیلی Odebrecht در سال ۲۰۰۷ میلادی، برنده مناقصه توسعه ترمینال و باند پرواز فرودگاه بین‌المللی طرابلس به مبلغ ۱٫۴۰۰ میلیون دلار شد.